# فرودگاه اسینیبویا
فرودگاه اسینیبویا (به انگلیسی: Assiniboia Airport) یک فرودگاه همگانی است که یک باند فرود آسفالت دارد و طول باند آن ۸۹۹ متر است. این فرودگاه در کشور کانادا قرار دارد و در ارتفاع ۷۲۲ متری از سطح دریا واقع شده‌است.